# Хорхе Пулідо
Хорхе Пулідо Майораль (англ. Jorge Pulido Mayoral; народився 8 квітня 1991 року), іспанський футболіст, захисник іспанського клубу «Уеска». Гравець молодіжних збірних Іспанії.

## Клубна кар'єра
Хорхе народився в Кастильйо-де-Баюела (провінція Кастилія-Ла-Манча). У 10 років потрапив до молодіжної системи «Атлетіко Мадрид». У дорослому футболі він дебютував у сезоні 2009/10, граючи за «Атлетіко Б» в третьому дивізіоні.
10 листопада 2010 року Пулідо дебютував у першій команді «кохонерос», зігравши повний домашній матч (1:1) проти «Універсідад де Лас-Пальмас» в «Копа дель Рей» (перемога за сумою двох матчів 6:1). 18 лютого наступного року він продовжив свій контракт з клубом до 2014 року.
15 травня 2011 року, завдяки травмам Дієго Годіна та Луїса Переа, а також дискваліфікації Томаша Уйфалуші, Пулідо вперше зіграв у матчі Ла-Ліги. Його команда вдома перемогла Еркулес з рахунком 2–1, а сам футболіст відіграв увесь матч і реалізував пенальті. У тому матчі команда кваліфікувалась до  Ліги Європи 2011—2012. 27 січня 2012 року його віддали в оренду до червня іншій команді найвищого дивізіону Райо Вальєкано.

### Кастілья та Альбасете
У складі Райо Пулідо регулярно виходив у стартовому складі, а влітку 2012 року повернувся до Атлетіко. Там він знову проводив менше часу на полі й 19 липня 2013 року переїхав до Реал Мадрид, де його відправили до резервної команди, що виступала в другому дивізіоні. Коли в сезоні 2013—2014 команда вибула до третього дивізіону, його звільнили й він увійшов до складу Альбасете.
Перший свій гол на професійному рівні Пулідо забив 25 січня 2015 року, коли його команда з рахунком 3–2 перемогла Алькоркон.

## Міжнародна кар'єра
У складі юнацької збірної Іспанії до 17 років Пулідо взяв участь у Юнацькому чемпіонаті Європи 2008 року, допомігши своїй команді виграти турнір і забивши два голи.

## Досягнення

### За клуб
Атлетіко Мадрид
- Кубок Іспанії з футболу: 2012–13

Уеска
- Сегунда Дивізіон: 2019–2020[9]

### Міжнародні
Іспанія U17
- Юнацький чемпіонат Європи (U-17): 2008[8]

Іспанія U19
- Фіналіст Юнацького чемпіонату Європи: 2010[10]